# Friedrich Wilhelm Schultz
Friedrich Wilhelm Schultz (* 3. Januar 1804 in Zweibrücken; † 30. Dezember 1876 in Weißenburg, Elsass) war ein deutscher Botaniker und Apotheker. Sein offizielles botanisches Autorenkürzel lautet „F.W.Schultz“.

## Leben
Nach dem Besuch des Gymnasiums in Kusel erlernte F. W. Schultz den Beruf des Apothekers, arbeitete in der väterlichen Apotheke in Zweibrücken, dann wieder in Kusel und studierte ab 1827 in München. Nach der Promotion 1829 in Tübingen und dem Examen 1831 in München kaufte er 1832 eine Apotheke in Bitsch (Lothringen). Von 1853 an lebte er in Weißenburg im Elsass. Im Jahr 1853 wurde er zum Mitglied der Leopoldina gewählt.

## Leistungen
Von 1836 bis 1855 veröffentlichte er gemeinsam mit Paul Constantin Billot (1796–1863) die Flora Galliae et Germaniae exsiccata, die später als Archives de la Flore de France et d’Allemagne weitergeführt wurde. Weitere seiner Werke sind die Flora der Pfalz (1846). Diese ist inhaltlich (die Anordnung der Familien, die Gattungs- und Artmerkmale) an Wilhelm Daniel Joseph Koch (* 1771 in Kusel) angelehnt, der den jungen Schultz als Neuling in der Botanik anleitete. Die Flora der Pfalz ist, vor allem bei den kritischen Arten, durch zahlreiche eigene Beobachtungen des Verfassers bereichert. Schultz gibt mit besonderer Sorgfalt und Ausführlichkeit die geographische Verbreitung im Gebiet, die  Standortverhältnisse und den geologischen Untergrund an. Dabei stützte er sich vergleichend auf seine pfälzischen Vorgänger Hieronymus Bock, Johann Adam Pollich und Wilhelm Daniel Joseph Koch, die bereits in den drei Jahrhunderten vor ihm das Gebiet bearbeiteten. Seine Pflanzenbeschreibungen gelten als präzise und detailliert, weshalb sie bis heute von wissenschaftlichem Wert sind. Seine Beschreibungen der Standorte sind ebenfalls von Bedeutung, da sie den Landschaftswandel in den letzten 160 Jahren dokumentieren.
In seinem Garten zog er häufig kritische Arten in großer Zahl, um verborgene Unterarten oder gar neue Arten erkennen zu können.
Sein jüngerer Bruder Carl Heinrich Schultz, ebenfalls Botaniker und zur besseren Unterscheidung Schultz Bipontinus genannt, gründete 1840 den naturforschenden Verein Pollichia zu Bad Dürkheim. Beide veröffentlichten in den ersten 25 Jahren der Vereinsgründung zahlreiche Beiträge in den Jahresberichten dieses Vereins (zum Beispiel Nachträge zur „Flora der Pfalz“).

## Schriften (Auswahl)
- Flora der Pfalz. Lang, Speyer 1846 (Digitalisat).
- Zusätze & Berichtigungen zu meiner Flora der Pfalz. Kranzbühler, Neustadt an der Haardt 1859 (Digitalisat).